# عقد 780 هـ
عقد 780 هـ هو الفترة بين عام 780 إلى 789 في التقويم الهجري، أي العشر سنوات التاسعة من القرن الثامن الهجري.